# Andy Burnham
Pour les articles homonymes, voir Burnham.
Andrew « Andy » Murray Burnham, né le 7 janvier 1970 à Sefton, est un homme politique britannique, membre du Parti travailliste.
Il est député à la Chambre des Communes de 2001 à 2016 pour Leigh, et occupe plusieurs fonctions gouvernementales sous la direction de Gordon Brown.
Burnham est tout d'abord secrétaire en Chef du Trésor de 2007 à 2008, puis secrétaire d'État à la Culture jusqu'en 2009, lorsqu'il devient secrétaire d'État à la Santé.
Contraint de renoncer à ce poste après les législatives de 2010, il se lance, sans succès, dans la course à la direction du Labour, finalement remportée par Ed Miliband. Il se présente à nouveau, à la suite de l'échec du parti aux élections de 2015, mais termine deuxième et Jeremy Corbyn est élu chef du parti.
Il est maire du Grand-Manchester depuis le 8 mai 2017.

## Éléments personnels

### Formation et carrière
Il passe son A-level à Newton-le-Willows dans le Lancashire, puis intègre le Fitzwillian College de l'université de Cambridge, dont il ressort avec un B.A. d'anglais en 1994. Il devient ensuite assistant parlementaire auprès de Tessa Jowell jusqu'aux législatives de 1997, lorsqu'il est désigné représentant parlementaire de la NHS Confederation. Il renonce à cette fonction dès le mois de décembre afin d'occuper un poste d'administrateur pendant un an à la Football Task Force.
En 1998, il est choisi par le secrétaire d'État à la Culture, Chris Smith, comme conseiller spécial, un poste qu'il conserve jusqu'à son élection aux législatives du 7 juin 2001.

### Vie privée
Fils d'un ingénieur télécoms et d'une réceptionniste, il est né près de Liverpool mais grandit non loin de Warrington, après la mutation de son père à Manchester. Il est père d'un fils et de deux filles, et marié depuis 2000 avec Marie-France van Heel, avec qui il vit depuis 1989
Andy Burnham est de confession catholique.

## Parcours politique
Il rejoint le Parti travailliste (Labour) en 1984, adhère en 1995 au Transport and General Workers’ Union, et est élu député de Leigh, fief travailliste depuis 1922, à la Chambre des communes le 7 juin 2001 avec 64,5 % des voix. En 2003, il est nommé secrétaire privé parlementaire du secrétaire d'État à l'Intérieur David Blunkett, puis est choisi pour occuper ce même poste auprès de Ruth Kelly, secrétaire d'État à l'Éducation, dès l'année suivante.
À la suite des élections générales de 2005, il est promu sous-secrétaire d'État parlementaire du département de l'Intérieur, étant chargé de la législation sur les cartes d'identité, qui n'existent pas au Royaume-Uni. Au cours du remaniement ministériel du 5 mai 2006, il est promu ministre d'État au département de la Santé.

### Secrétaire en chef du Trésor
Le 28 juin 2007, il entre au conseil des ministres (Cabinet), désormais dirigé par Gordon Brown, en tant que secrétaire en chef du Trésor. À peine un mois plus tard, il cause l'embarras du gouvernement en reconnaissant ne pas avoir lu un rapport du Parti conservateur sur la compétitivité qu'il avait attaqué.
Il crée une polémique en octobre suivant, à la suite d'une interview au Daily Telegraph dans laquelle il déclare penser que « c'est mieux quand les enfants sont dans un foyer où leurs parents sont mariés » et « que ce ne serait pas une mauvaise idée si le système fiscal reconnaissait l'engagement et le mariage » alors que cette proposition figure au programme du Parti conservateur.

### Secrétaire d'État à la Culture
À l'occasion du remaniement ministériel du 24 janvier 2008, il devient secrétaire d'État à la Culture, aux Médias et aux Sports. Il est forcé, en juin, de présenter ses excuses à l'administratrice du groupe de pression Liberty, qui le menaçait de poursuites en diffamation après qu'il ait fait des affirmations douteuses sur les relations de l'administratrice avec le conservateur David Davis.

### Opposition
À la suite d'un nouveau remaniement ministériel organisé le 5 juin 2009, il est nommé secrétaire d'État à la Santé. Après la défaite du Parti travailliste aux élections législatives du 5 mai, il se lance dans la course à l'élection du nouveau chef (Leader) du parti, où il affronte notamment David Miliband, son frère Ed ou encore Ed Balls, autres figures de la jeune génération du parti, ainsi que Diane Abbott, représentant l'aile gauche du Labour. Ayant obtenu les 33 parrainages de députés nécessaires, il est autorisé à se présenter à l'élection. Le résultat du scrutin, annoncé le 25 septembre, donne la victoire à Ed Miliband, qui fait de lui le secrétaire d'État à l'Éducation dans son Cabinet fantôme le 8 octobre, avec la responsabilité de coordinateur électoral du Parti travailliste.
Mi-2015, il est candidat à la présidence du Parti travailliste, contre Jeremy Corbyn, Liz Kendall et Yvette Cooper. Il termine deuxième, avec 19 % des voix des membres et partisans du parti, derrière Jeremy Corbyn (59,5 %).

### Maire du Grand Manchester
Il fait savoir en mai 2016 qu'il souhaite être candidat lors de l'élection du maire du Grand-Manchester — fonction créée en 2014 et provisoirement occupée par Tony Lloyd, maire intérimaire de 2015 à 2017. Investi par le Parti travailliste trois mois plus tard, Burnham démissionne en octobre 2016 du cabinet fantôme de Corbyn, au sein duquel il exerçait la responsabilité de secrétaire d'État à l'Intérieur.
Au cours du premier scrutin direct pour élire le maire de cette autorité combinée, le 4 mai 2017, il remporte plus de 359 000 voix et s'impose avec 63,41 % des suffrages exprimés dans un contexte de très faible participation (à peine 29 % des inscrits). Il démissionne alors de son mandat parlementaire, auquel il a déjà choisi de ne pas se représenter après l'annonce de la convocation des élections anticipées pour le 8 juin. Andy Burnham prend officiellement ses fonctions de maire le 8 mai 2017. Il est réélu le 6 mai 2021.